# HM Coastal Motor Boat 4
Pour les articles homonymes, voir CMB.
Le HM Coastal Motor Boat 4 ou HM CMB 4 est un Coastal Motor Boat (en), une petite vedette côtière rapide utilisée durant la Première Guerre mondiale par la Royal Navy.

Il est enregistré comme bateau du patrimoine maritime du Royaume-Uni par le National Historic Ships UK  depuis 1993 et au registre de la National Historic Fleet.

## Histoire
Le CMB n°4 a été conçu par John I. Thornycroft & Company de Londres et construit en 1916. Il est équipé d'un moteur à essence Thornycroft V-12  développant 275 cv et atteignant une vitesse maximale de 24,8 nœuds (45,9 km/h). Le bateau était armé d'une torpille de 460 mm et de quatre fusils-mitrailleurs Lewis Mark I de calibre .303 British. Il portait un équipage de trois personnes. 
En mai 1916, le lieutenant W.N.T. Beckett a pris le commandement de la nouvelle vedette HM Coastal Motor Boat 4. En Décembre 1916, à Dunkerque, il a pris en charge la 3e division CMB en mission sur la côte belge. Beckett commandait une attaque de sa division CMB sur des destroyers allemands à Zeebrugge le 7 avril 1917. Il a coulé un destroyer et endommagé gravement un second, et a reçu la Distinguished Service Cross (DSC) pour cette action.  

Le bateau, sous le commandement du lieutenant Augustus Agar, a été rendu célèbre par son rôle dans les opérations britanniques dans la mer Baltique contre les bolcheviks en 1919 (British campaign in the Baltic (1918–19) (en)) où il a opéré  des raids sur Cronstadt.

## Après guerre
Après la guerre, le bateau est retourné au Royaume-Uni où il a été exposé, d'abord au Imperial War Museum de Londres, puis au chantier naval Vosper & Company (en) où il a navigué sur la Tamise près de Kingston upon Thames avec une Croix de Victoria peinte sur la coque. 

Après la fermeture du chantier, il a été restauré et exposé avec des détails de ses actions de guerre. Sa Croix de Victoria a été retirée et le CMB 4 a été exposé à l'Imperial War Museum de Duxford près de Cambridge.